# Fatuk Laran (Balibo)
Fatuk Laran (Fatuc Laran, Fatuklaran) ist eine osttimoresische Aldeia im Suco Balibo Vila (Verwaltungsamt Balibo, Gemeinde Bobonaro). 2015 lebten in der Aldeia 326 Menschen.

## Geographie
Fatuk Laran liegt im Süden des Sucos Balibo Vila. Nördlich befinden sich die Aldeias Fatululik und Balibo Vila und im Nordosten an die Aldeia Amandato. Im Westen grenzt Fatuk Laran an den Suco Batugade, im Süden an den Suco Cowa und im Osten an den Suco Leohito.
Drei Straßen führen vom Ort Balibo nach Süden durch die Aldeia Fatuk Laran. Eine Straße bildet im Nordosten die Grenze zu Amandato und führt nach Leohito. Die westliche Straße führt durch die Orte Fatuk Laran 1 und Nalametan nach Cowa. Zwischen den beiden Straßen führt eine dritte Straße, die im Süden der Aldeia über den Berg Taruik Aidele (697 m, Lage) und in einem kleinen Dorf am Südhang endet. An der Straße liegt unter anderem das Dorf Fatuk Laran 2.
Im Südwesten liegt der Berg Taruik Lowedar (618 m, Lage) und im Nordwesten der Taruik Tirlolo (568 m, Lage).

## Politik
2023 wurde Faustina Linda zum Chefe de Aldeia gewählt.